# ایسروتل
ایسروتل (انگلیسی: Isrotel) شرکت مهمان‌نوازی اسرائیلی است، که در سال ۱۹۸۱ تأسیس شد.